# Гравийный Карьер
Гравийный Карьер — посёлок в Красносельском районе Костромской области, крупнейший населённый пункт Прискоковского сельского поселения.
Находится в 11 километрах от центра поселения, деревни Прискоково, на берегу Волги напротив города Плёс Ивановской области. В посёлке расположены Антоновская средняя школа, почтовое отделение и фельдшерско-акушерский пункт. 
В 1936 году в этой местности началась выработка гравия подразделением Волгостроя. Через 5 лет производство под названием Плёсское карьероуправление (в Плёсе находилась администрация) было передано тресту «Стройгаз-2». После следующей реорганизации в 1949 году предприятие получило название Плёсский гравийный карьер, под которым работало до распада СССР. Была возведена инфраструктура, в том числе портовая, позволившая снабжать строительными материалами Костромскую и соседние области. Там же на берегу были возведены жилые строения, сформировавшие посёлок Гравийный Карьер. В 1980-х годах легкодоступные залежи гравия были исчерпаны, в 1990-х годах предприятие стало частным, а вскоре из-за убыточности добыча гравия была прекращена.